# تاتسویا کینوگاسا
تاتسویا کینوگاسا (به انگلیسی: Tatsuya Kinugasa) (زادهٔ ۸ اکتبر ۱۹۷۴) شناگر اهل ژاپن است.